# Людиново
Люди́ново — город (с 1938 года) в России, административный центр Людиновского района Калужской области.
Входит в состав одноимённого муниципального образования город Людиново со статусом городского поселения
Население — 35 276 чел. (2023).

## География
Город расположен в центре Восточно-Европейской равнины, на юго-западе Центрального экономического района Нечернозёмной зоны, на реке Неполоть (бассейн Десны), в 151 км от Калуги, в 80 км от Брянска и на расстоянии 350 км от Москвы.

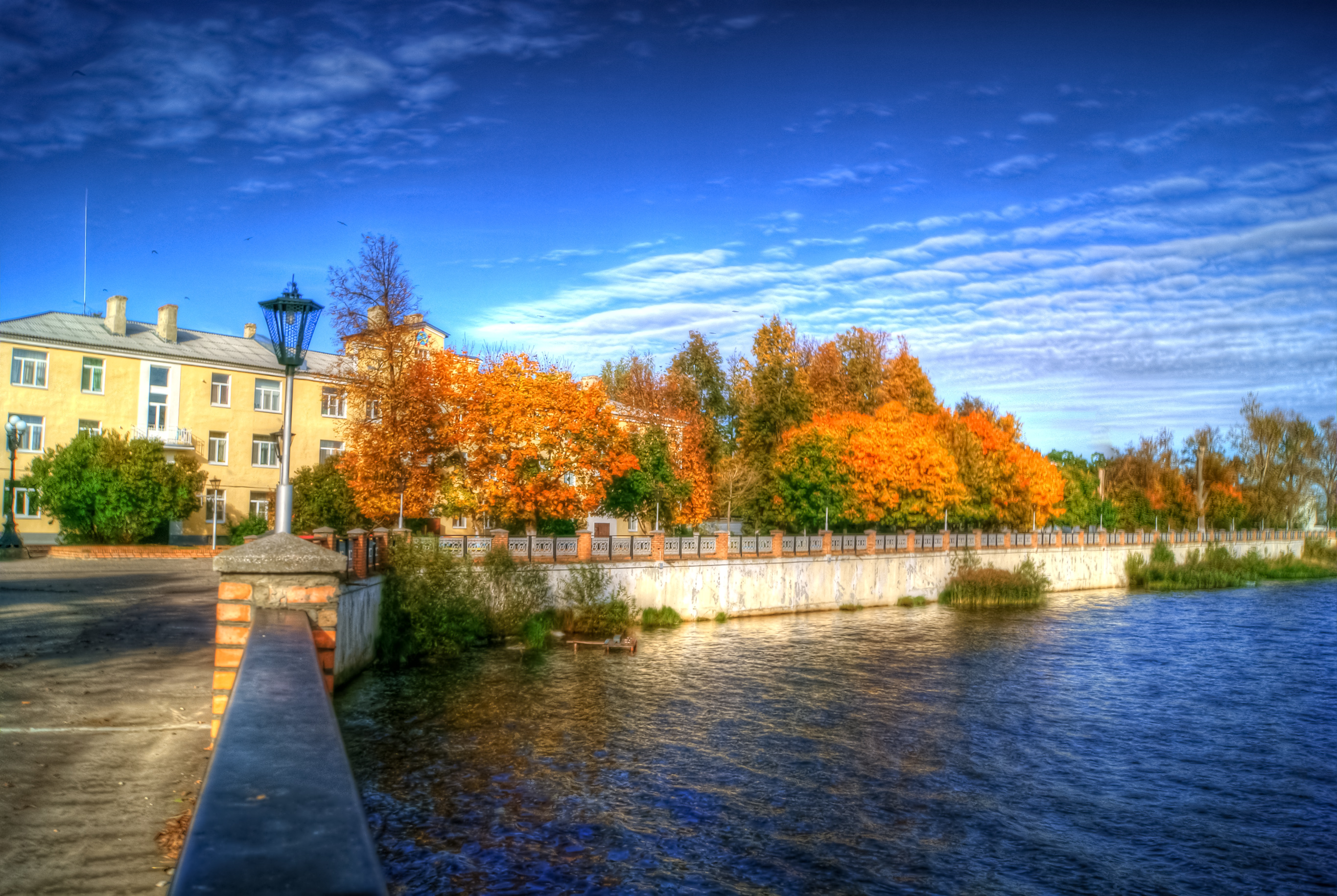
Набережная оз. Ломпадь

Озеро Ломпадь, окаймленное по берегам хвойным лесом, ввиду рукотворности его происхождения называют также Людиновским водохранилищем. Из озера берёт начало река Неполоть. Все эти воды делят город надвое — на восточную и западную часть. В черте города ширина озера доходит до полутора километров.
Озеро Ломпадь является одним из семи чудес Калужской области.
С запада к городу подходит река Болва, впадающая у Брянска в Десну. Почти повторяя её изгибы, а в двух местах пересекая реку, тянется проходящая через Людиново железнодорожная линия Вязьма — Киров — Брянск.
С южной стороны в состав города входит рабочий посёлок Сукремль, там своё, Сукремльское водохранилище, образованное плотиной на реке, отделяющей его от акватории верхнего озера.

### Климат
Преобладает умеренно-континентальный климат. В отдельные годы могут наблюдаться как суровые, так и мягкие зимы. Продолжительность холодного времени года составляет в среднем 120—130 дней, начинаясь обычно в середине ноября и заканчиваясь во второй половине марта. Снежный покров устойчивый, обычно его образование совпадает с началом календарной зимы, бывает что из-за регулярно случающихся в первом месяце зимы оттепелей он может сойти и установиться в более поздние сроки. Таять снежный покров начинает в марте, это может происходить как в начале, так и в конце месяца в зависимости от времени прохождения тёплых воздушных масс. Лето приходит в город в среднем, в середине мая, но бывает, что уже и в апреле может устанавиться тёплая погода и исчезнуть ночные заморозки. Сильная жара летом имеет небольшую продолжительность, её пик приходится на конец июля — начало августа. Заканчивается лето в начале сентября, иногда может затянуться и до середины первого осеннего месяца. До середины октября может вернуться летнее тепло, но с середины октября уже начинается полное вступление осени в свои права.

## История
Несколько столетий назад на берегу реки Псурь была маленькая деревня Людиново, затерявшаяся среди дремучих лесов и состоявшая из нескольких изб. Её жители отвоёвывали у леса клочки земли, занимались различными ремёслами, хлебопашеством, охотой, рыбной ловлей, сбором мёда диких пчёл, торговали мехом, пенькой, смолой, воском.
Поселение Людиново 1 признано памятником археологии. Датировка поселения — раннее средневековье (VIII—X века), позднее средневековье (XVII век) и Новое время (XVIII—XIX века).
Начиная с XIV века территория Людиново находилась в составе Великого княжества Литовского. В 1503 перешла под власть Русского государства.
Впервые деревня Людиново Брянского уезда волости Ботоговской упоминается в Писцовых (переписных) книгах за 1626 год, в состав которой входило «5 дворов крестьянских, 2 бобыльских, 4 двора пустых», обнесённых частоколом от нашествий лесных обитателей, водившихся здесь в изобилии.
По Деулинскому перемирию Людиново входит в Смоленское воеводство Речи Посполитой. Эти земли были возвращены в Русское царство в 1634 году (по окончании Смоленской войны)
Деревня входила в состав Брянского уезда Киевской губернии (1707–1719), Севской провинции Киевской  (1719–1727) и Белгородской (1727–1777) губерний.
При Екатерине II, после того, как 17 октября 1777 года Жиздра стала уездным городом, Людиново — уже как село — входило в Жиздринский уезд Калужского наместничества.
По одной из версий, название города происходит от древнерусского имени «Людин», что означает простолюдин — крестьянин-ремесленник, мастеровой человек. По другой версии, от словосочетания «Люди новые».
В начале XVIII века уральским промышленником Евдокимом Демидовым на реке Неполоть были построены 2 плотины и созданы Людиновское (верхнее) и Сукремльское (нижнее) водохранилище. В 1738 году на Сукремльском водохранилище был основан чугунолитейный завод. В 1745 году на Людиновском водохранилище был построен железоделательный завод (ныне Людиновский тепловозостроительный завод). В 1857—1858 годах на заводе производились первые военные суда для Черноморского флота и речные суда, в 1879 году создан первый в России товарный паровоз. Наибольший расцвет промышленности приходится на 1875—1885 годы, когда в городе выполнялись крупные правительственные заказы на паровозы, вагоны для железных дорог.
В 1820 году известный промышленник Иван Акимович Мальцов выкупил Людиновский и Сукремльский чугунолитейные заводы с принадлежащими к ним деревнями — Курганье, Еловка, Бобровка и Куява, с Людиновским полотняным заводом, а также с двумя винокуренными — Курганским и Приболвинским, то есть фактически город Людиново с окружающими деревнями, у Петра Евдокимовича Демидова, последнего из рода Демидовых на Людиновском заводе. Современники говорили, что это был карточный долг, и «в 1820 году город Людиново был проигран в карты».
В 1840-х годах принадлежащие И. А. Мальцову владения приняли значительные размеры: они насчитывали до 240 тысяч гектар под лесами и угодьями с 20 крупными фабрично-заводскими предприятиями и множеством мелких вспомогательных, преимущественно размещавшиеся в трёх уездах: Брянском (Орловской губернии), Рославльском (Смоленской губернии) и Жиздринском (Калужской губернии). Этот округ известен под названием «Мальцовский промышленный район».
В 1841 году на Людиновском заводе выпущены первые в Российской империи рельсы для постройки Николаевской (в настоящее время Октябрьской) железной дороги. В 1858 году на Людиновском заводе были собраны первые в России три парохода, по 300 л. с. каждый, плававшие по Волге, Десне и Днепру.
В 1861 году Людиново становится центром Людиновской волости Жиздринского уезда Калужской губернии.
5 апреля 1861 года и затем в 1865—1866 годах в Людинове прошли стихийные выступления рабочих горного завода.
В 1866—1867 годах на Людиновском заводе запущены первые в России две мартеновские печи. В первой половине 1850-х годов Людиновским заводом были окончены работы по сооружению первой очереди водопровода в Москве. Функционировала первая в России частная узкоколейная железная дорога с множеством веток. В 1870 году, менее чем через год после начала организации паровозостроения, Людиновский завод выпустил первый русский товарный паровоз. В 1871 году было выпущено 19 паровозов, а в следующем году — 30 паровозов для юго-западных железных дорог.
К концу XIX века в Людинове насчитывалось более 10 тысяч жителей. В 1890—1894 годах началось первое в России массовое локомобилестроение. В апреле 1912 года завод отметил выпуск 1000-го локомобиля. За период наибольшего спроса на локомобили — с 1905 по 1914 годы — людиновцы построили 2024 локомобиля.
12 декабря 1918 года Высший Совет народного хозяйства объявил имущество всех Мальцовских заводов собственностью РСФСР, а 13 января 1919 года национализированные заводы переименовал в «Государственный Мальцовский фабрично-заводской округ». В 1922 году Людиновский завод возобновляет ремонт паровозов и производство локомобилей.
С 1929 года город является центром Людиновского района Брянского округа Западной области (с 1944 года — Калужской области).
В 1938 году рабочий посёлок Людиново преобразован в город.
В годы Великой Отечественной войны был оккупирован немецкими войсками, освобождён 9 сентября 1943 года. В течение двух лет город был в прифронтовой полосе. Во время оккупации в Людинове действовала подпольная комсомольская группа.
16 февраля 1944 года было принято постановление Государственного Комитета Обороны о помощи в восстановлении Людиновского завода, были выделены крупные капиталовложения.
5 июля 1944 года указом Президиума Верховного Совета СССР была образована Калужская область, куда вошёл Людиновский район.
В 1963 году город Людиново отнесён к категории городов областного подчинения.
С 28 апреля по 2 мая 1986 года город подвергся заражению радионуклидами с территории Чернобыльской АЭС. Постановлением Правительства РФ от 18 декабря 1997 года Людиново включён в перечень населённых пунктов, находящихся в границах зон радиоактивного загрязнения вследствие катастрофы на Чернобыльской АЭС. Относится к зоне проживания с льготным социально-экономическим статусом.
17 апреля 2014 г. присвоено звание «Населенный пункт трудовой славы»
24 апреля 2015 г. за мужество, стойкость и массовый героизм, проявленные защитниками Отечества в сражениях, проходивших на территории населённого пункта «Город Людиново» Людиновского района, городу присвоено почётное звание «Город воинской доблести».
В ходе российского вторжения в Украину в начале 2025 года нефтебаза в Людиново была атакована дронами. Возник пожар.

## Население
| 1859    | 1880    | 1897    | 1913    | 1920    | 1926    | 1931    | 1939    | 1959    | 1967    | 1970    | 1979    |
| ------- | ------- | ------- | ------- | ------- | ------- | ------- | ------- | ------- | ------- | ------- | ------- |
| 4912    | ↗6128   | ↗7784   | ↗9528   | ↘6688   | ↗9936   | ↗12 540 | ↗17 581 | ↗26 433 | ↗31 000 | ↗33 871 | ↗39 812 |
| 1989    | 1992    | 1996    | 1998    | 2001    | 2002    | 2003    | 2005    | 2006    | 2007    | 2009    | 2010    |
| ↗43 696 | ↗44 700 | ↘44 500 | ↘43 900 | ↘42 700 | ↘41 829 | ↘41 800 | ↘41 400 | →41 400 | ↗41 500 | ↘41 350 | ↘40 530 |
| 2011    | 2012    | 2013    | 2014    | 2015    | 2016    | 2017    | 2018    | 2019    | 2020    | 2021    | 2023    |
| ↘40 480 | ↘40 137 | ↘39 819 | ↘39 515 | ↘39 239 | ↘38 993 | ↘38 846 | ↘38 267 | ↘37 734 | ↘37 252 | ↘35 874 | ↘35 276 |

На 1 января 2025 года по численности населения город находился на 438-м месте из 1124 городов Российской Федерации.
Национальный состав
По итогам переписи населения 2020 года проживали следующие национальности (национальности менее 0,1 % и другое, см. в сноске к строке «Другие»):
| Национальность | Численность, чел. | Доля     |
| -------------- | ----------------- | -------- |
| Русские        | 33 430            | 93,19 %  |
| Украинцы       | 139               | 0,39 %   |
| Цыгане         | 116               | 0,32 %   |
| Узбеки         | 60                | 0,17 %   |
| Армяне         | 59                | 0,16 %   |
| Таджики        | 55                | 0,15 %   |
| Белорусы       | 52                | 0,14 %   |
| Другие         | 1963              | 5,48 %   |
| Итого          | 35 874            | 100,00 % |

## Известные уроженцы, жители
- Киреев, Григорий Петрович — советский военный деятель, флагман 1-го ранга, командующий Тихоокеанским флотом.
- Валентина Леонидовна Линькова — российская спортсменка, мастер спорта международного класса по ачери-биатлону.

## Достопримечательности и храмы

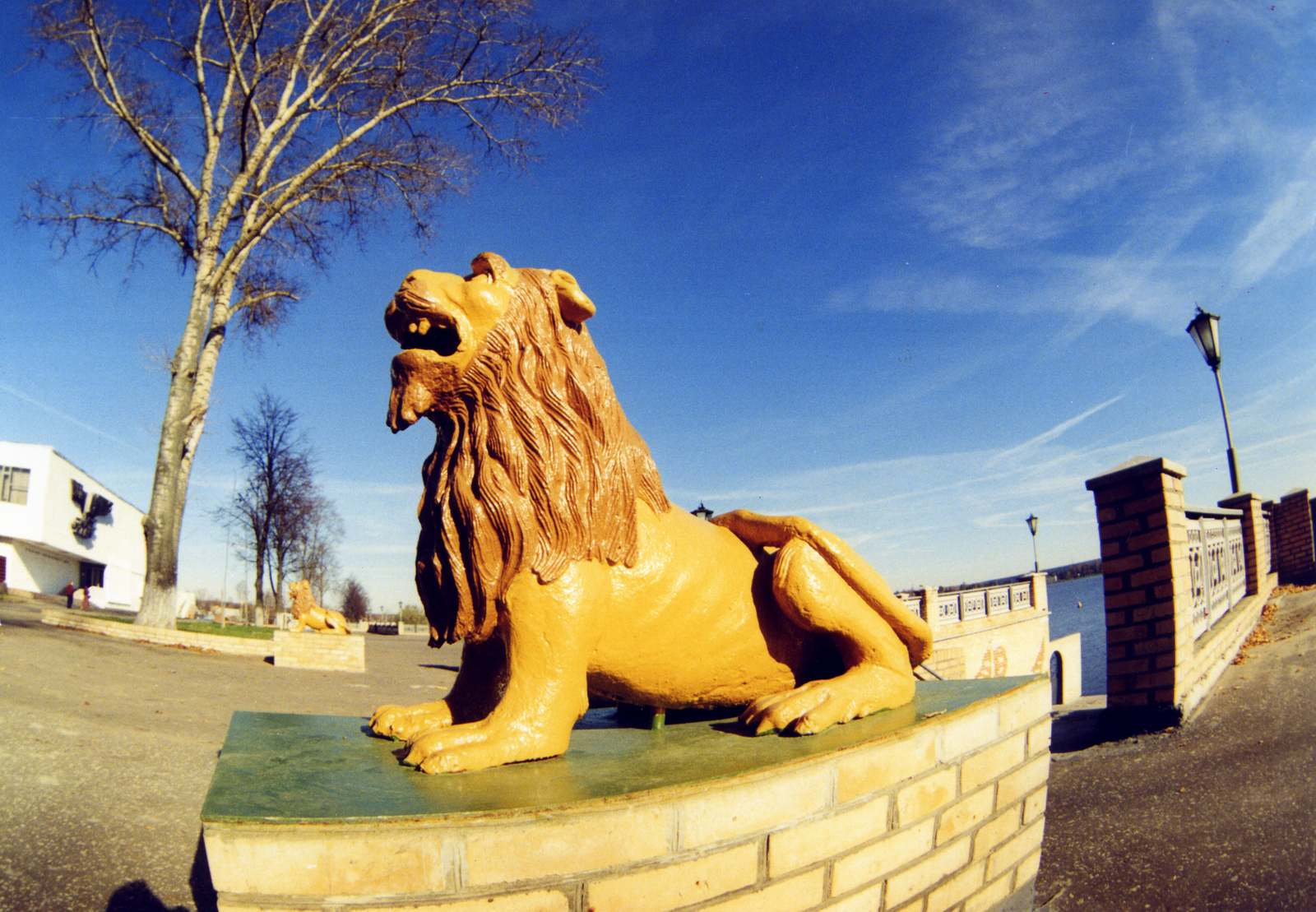
Лев на набережной

- Храм Казанской иконы Божьей Матери (1802 г.);
- Храм в честь Святого праведного Лазаря епископа Китийского (1826 г.);
- Храм преподобного Сергия Радонежского (1837 г.);
- Церковь Успения Пресвятой Богородицы (XVIII в.);
- Церковь Покрова Пресвятой Богородицы (1906 г.);
- Храм Иконы Божьей Матери в д. Букань (1828 г.);
- Церковь в честь Рождества Иоанна Предтечи д. Чёрный поток (2012 г.);
- Озеро Ломпадь и его набережная;
- Фонтанная площадь;
- Городской парк культуры и отдыха;
- Часовня-купель в честь Божией Матери «Живоносный источник»;
- Площадь Победы;
- Памятник герою Советского Союза Алексею Шумавцову;
- Аллея Славы;
- Танк № 7992 (памятник в честь освобождения города от немецко-фашистских захватчиков). Ул. Фокина;
- Памятник заводчанам, погибшим годы Великой Отечественной войны. Проходная ЗАО «Кронтиф-центр»;
- Памятник на месте гибели А. Щумавцова и А. Лясоцкого;
- МКЦ «Музей комсомольской славы»;
- Людиновская галерея искусств;
- Стела «Город воинской доблести»;
- Стела «Город трудовой славы».

## Образование
В муниципальном районе «Город Людиново и Людиновский район» функционируют:
- 14 муниципальных общеобразовательных школ (8 — средних; 6 — основных).
- 9 муниципальных дошкольных образовательных организаций; на базе трёх общеобразовательных школ созданы группы дошкольного образования и воспитания;
- Дом детского творчества;
- Центр диагностики и консультирования — для детей, нуждающихся в психолого-педагогической, медицинской и социальной помощи.

### Учреждения дополнительного образования
- «Людиновская школа искусств № 1», была основана в августе 1952 года на базе МКУ «Дворец культуры им. Г. Д. Гогиберидзе».

В 2018 году проведена реорганизация трёх школ искусств города Людиново.

### Учреждения культуры города и района
- Дворец культуры им. Г. Д. Гогиберидзе — центр культурной жизни Людинова и района, основанный в декабре 1951 года. Является крупнейшим просветительным, социально-досуговым, культурным учреждением муниципального района.

На базе МКУ «Дворец культуры им. Г. Д. Гогиберидзе» действуют кинозал и Галерея искусств. Основной профиль галереи — организация выставок местных художников. Также проходят выставки художников и мастеров декоративно-прикладного искусства из других городов Калужской области и соседних областей.
- Районный Дом культуры — играет главную роль в проведении районных культурно-досуговых мероприятий и развитии творческого потенциала населения:
  - создание и организация работы коллективов, студий и кружков художественного творчества, любительских объединений и клубов по интересам;
  - организация и проведение концертов, фестивалей, творческих проектов, народных гуляний, обрядов в соответствии с местными обычаями и традициями;
  - организация досуга различных групп населения, в том числе проведение вечеров отдыха и танцев, молодёжных конкурсных шоу-программ, акций, детских утренников, игровых и театрализованных культурно-развлекательных программ.

На базе МКУК «Районный дом культуры» работают клубные формирования, в которых занимаются более 900 человек.

С 01.01.2018 г. в отрасли культуры муниципального района «Город Людиново и Людиновский район» произошли изменения в части реорганизации.
Путем слияния МКУК «ЦСДК с. Заречный», МКУК «Букановский СДК», МКУК «Манинский СДК», МКУК «Игнатовский СДК», МКУК «Заболотский СДК», МБУК «Передвижной центр культуры», образовав муниципальное казённое учреждение «Центр культурного развития». На базе МКУ «Центр культурного развития» работают клубные формирования, в которых занимается более 1200 человек.

## Экономика
Основные отрасли промышленности: металлургия (АО «Сукремльский чугунолитейный завод»), машиностроение (АО «Людиновский тепловозостроительный завод», ПАО «Агрегатный завод», Людиновский филиал АО КЗ «Ремпутьмаш»), электротехническая промышленность (АО «Людиновокабель»), лёгкая промышленность (ООО «Людиновская швейная фабрика», ООО «Лира»), пищевая промышленность (АО «Людиновский хлебокомбинат», ООО «Пирсен»).
В Людиново действует одна из двух площадок промышленной Особой экономической зоны «Калуга».

## Средства массовой информации города
- Сетевое издание «Людиново.ру»;
- Газета «Людиновский рабочий»;
- Газета «Экспресс-провинция».

## Интернет
В сфере предоставления доступа в Интернет в Людиново имеются интернет-провайдеры:
- ТТК (АО «Компания ТрансТелеКом»);
- Ростелеком (ПАО «Ростелеком»).

## Транспорт
В настоящее время на территории города Людиново осуществляются регулярные пассажирские перевозки по 9 маршрутам городского значения.

### Железнодорожное сообщение
Железнодорожные станции Людиново-1, Вербицкая и Людиново-2 принимают дизель поезда из Дятькова до Фаянсовой и из Фаянсовой до Брянска-Орловского.